# Rinorea
Rinorea es un género de plantas con flores perteneciente a la familia Violaceae. Comprende 361 especies.

## Especies seleccionadas
- Rinorea abbreviata
- Rinorea abdjanensis
- Rinorea acommanthera
- Rinorea antioquiensis
- Rinorea bicornuta
- Rinorea brachythrix
- Rinorea cordata
- Rinorea crenata
- Rinorea dasyadena
- Rinorea deflexa
- Rinorea endotricha
- Rinorea fausteana
- Rinorea haughtii
- Rinorea hirsuta
- Rinorea hymenosepala
- Rinorea keayi
- Rinorea laurifolia
- Rinorea longistipulata
- Rinorea marginata
- Rinorea maximiliani
- Rinorea oraria
- Rinorea pectino-squamata
- Rinorea ramiziana
- Rinorea squamata
- Rinorea thomasii
- Rinorea thomensis
- Rinorea ulmifolia
- Rinorea uxpanapana
- Rinorea villosiflo

## Sinónimos
- Alsodeia, Phyllanoa, Scyphellandra.